# Introduzione a Finnegans Wake
Introduzione a Finnegans Wake (Our Exagmination Round His Factification for Incamination of Work in Progress) è una raccolta di saggi critici sull'opera di James Joyce Finnegans Wake. Viene pubblicata nel 1929 (10 anni prima del Finnegans Wake) per i tipi della Shakespeare & Company. Tutti i saggi sono realizzati da scrittori che conobbero Joyce e seguirono personalmente la stesura del libro, ovvero:
- Samuel Beckett (Dante... Bruno. Vico.. Joyce)
- Marcel Brion (The Idea of Time in the Work of James Joyce)
- Frank Budgen (James Joyce's Work in Progress and Old Norse Poetry)
- Stuart Gilbert (Prolegomena to Work in Progress)
- Eugene Jolas (The Revolution of Language and James Joyce)
- Victor Llona (I Dont Know What to Call It but Its Mighty Unlikely Prose)
- Robert McAlmon (Mr. Joyce Directs and Irish Word Ballet)
- Thomas McGreevy (The Catholic Element in Work in Progress)
- Elliot Paul (Mr. Joyce's Treatment of Plot)
- John Rodker (Joyce and His Dynamic)
- Robert Sage (Before Ulysses - and After)
- William Carlos Williams (A Point for American Criticism)

Nel 1962 Umberto Eco ne pubblica una parodia (successivamente inclusa nel Diario minimo) dal titolo My exagmination round his factification for incamination to reduplication with ridecolation of a portrait of the artist as Manzoni in cui fa attribuire I promessi sposi a James Joyce.